# Hand County
Hand County ist ein County im Bundesstaat South Dakota der Vereinigten Staaten. Das U.S. Census Bureau hat bei der Volkszählung 2020 eine Einwohnerzahl von 3145 ermittelt.

## Geographie
Der Bezirk hat eine Fläche von 1440 Quadratkilometern; davon sind 9 Quadratkilometer (0,25 Prozent) Wasserflächen. Er ist in 40 Townships eingeteilt:  Alden, Alpha, Bates, Burdette, Campbell, Carlton, Cedar, Como, Florence, Gilbert, Glendale, Grand, Greenleaf, Hiland, Holden, Hulbert, Linn, Logan, Midland, Miller, Mondamin, Ohio, Ontario, Park, Pearl, Plato, Pleasant Valley, Ree Heights, Riverside, Rockdale, Rose Hill, St. Lawrence, Spring Hill, Spring Lake, Wheaton und York; sowie ein unorganisiertes Territorium: Northwest Hand.

## Geschichte
Das County wurde am 8. Januar 1873 gebildet und die Verwaltungsorganisation am 1. September 1882 abgeschlossen. Benannt wurde es nach George H. Hand (1837–1891), der United States Attorney des Dakota-Territoriums war.
Sechs Bauwerke und Stätten des Countys sind insgesamt im National Register of Historic Places (NRHP) eingetragen (Stand 1. August 2018).

## Städte und Gemeinden
Städte (cities)
- Miller

Gemeinden (towns)
- Ree Heights
- St. Lawrence